# هانگور ینگی گنسن
هانگور ینگی گنسن (انگلیسی: Haukur Ingi Guðnason؛ زادهٔ ۸ سپتامبر ۱۹۷۸) بازیکن فوتبال اهل ایسلند است.
از باشگاه‌هایی که در آن بازی کرده‌است می‌توان به باشگاه فوتبال کفلاویک، و باشگاه فوتبال فیلکیر، باشگاه فوتبال لیورپول، باشگاه فوتبال کفلاویک، و باشگاه فوتبال کفلاویک، و تیم ملی فوتبال ایسلند اشاره کرد.